# 马杰 (1963年)
马杰（1963年—），女，回族，吉林长春人，中华人民共和国政治人物，中國航天科工集團第二研究院黨委副書記，中国共产党党员，第十一届全国人民代表大会天津地区代表。

## 生平
1984年12月加入中国共产党，1985年7月参加工作。毕业于北京航空学院机械制造工程专业。哈尔滨工业大学管理科学与工程专业硕士研究生、新加坡南洋理工大学管理经济学专业硕士研究生学历。全国三八红旗手。2008年，当选为全国人大代表。2013年，再次当选为全国人大代表。2018年2月24日，当选为第十三届全国人大代表。